# Porženka
Porženka (rus. Порженка) je rijeka u Rusiji, duga 8 km, unutar slivnog okruga Sjeverne Dvine i Pečore.

## Tok rijeke
Rijeka izvire u jezeru Boljšoje Porženskoje i ulijeva se u jezero Kenozero, koje se prema Onegi odvodnjava rijekom Kenom. Porženski pogost se nalazi u blizini.